# Kalle Anka och häxan
Kalle Anka och häxan (engelska: Trick or Treat) är en amerikansk animerad kortfilm med Kalle Anka från 1952.

## Handling
Det är Halloween och Knatte, Fnatte och Tjatte ringer på dörren hos Kalle Anka och ber om bus eller godis, men han utsätter dem istället för en hel del bus. Samtidigt kommer Tyra Trollpacka förbi och tycker synd om Knattarna. Hon bestämmer sig för att spela Kalle ett spratt, som han gjorde med Knattarna.

## Om filmen
Filmen gavs även ut i serieversion av Carl Barks serien Häxornas natt, som var det sista filmmanus som Barks gjorde som tecknad serie.

## Rollista
- Clarence Nash – Kalle Anka, Knatte, Fnatte och Tjatte
- June Foray – Tyra Trollpacka[5]